# کیشوو
کیشوو (به لهستانی:  Kiszewo) یک روستا در لهستان است که در گمینا اوبورنگکی واقع شده‌است.